# 登明輪
登明輪（英語：YM Wish）為現代重工為塞斯潘公司建造，由陽明海運承租的貨櫃船，全長368.08米（1,207英尺7英寸），寬51.06米（167英尺6英寸），吃水16.025米（52英尺6.9英寸），其容量為14,080 TEU，註冊於香港，於2014年9月15日動工，2015年4月1日交付並投入服務。